# Notholepthyphantes
Notholepthyphantes Millidge, 1985 è un genere di ragni appartenente alla famiglia Linyphiidae.

## Distribuzione
Le due specie oggi note di questo genere sono state rinvenute in Cile.

## Tassonomia
Per la determinazione delle caratteristiche della specie tipo sono tenute in considerazione le analisi sugli esemplari di Lepthyphantes australis Tullgren, 1901.
Dal 1985 non sono stati esaminati esemplari di questo genere.
A dicembre 2012, si compone di due specie:
- Notholepthyphantes australis (Tullgren, 1901)[3] — Cile
- Notholepthyphantes erythrocerus (Simon, 1902) — Cile